# Adriana D'Elia
Adriana Maria D'Elia (Caracas, Venezuela, 19 de agosto de 1963) es una urbanista y política venezolana. Fue diputada por el circuito 4 del estado Miranda. Fue gobernadora encargada del Estado Miranda desde el 6 de junio de 2012 hasta el 15 de enero de 2013. El 3 de agosto de 2017 la Contraloría General de la República de Venezuela emitió una decisión de inhabilitarla políticamente por un período de 15 años, lo que ella calificó como una decisión política. Debido a la situación política de Venezuela, D'Elia decidió exiliarse en Estados Unidos. En el 2019 se desincorporó de la Asamblea Nacional. Actualmente es Consejera de la Dirección Ejecutiva por Panamá y Venezuela del Banco Interamericano de Desarrollo en Washington, D.C.

## Carrera política
Egresada de la Universidad Simón Bolívar en el año de 1986. Posteriormente realizó estudios en Ordenamiento Territorial en la Universidad Central de Venezuela, y una maestría en Planificación Regional y Urbana en la Universidad de Oklahoma en Estados Unidos.
Fue directora del Departamento de Planificación del Ministerio de Transporte y Comunicaciones de 1992 a 1993. Posteriormente asumió la dirección de Catastro y también la Dirección General de la Alcaldía del municipio Baruta durante el mandato de Henrique Capriles Radonski, de 2000 a 2007. 
En el 2008 asumió el cargo de Secretaria en la Secretaría General de Gobierno del Estado Miranda. 
En 2012, Capriles se separa del cargo de gobernador para iniciar su campaña como candidato a presidente por la Mesa de la Unidad Democrática en las elecciones de octubre. D'Elia asume entonces temporalmente como Gobernadora (E) del Estado Miranda, dejando la Secretaría temporalmente a cargo de Jennifer Gaggia.  
Capriles pierde las elecciones presidenciales y decide presentarse nuevamente a elecciones para gobernador. En las elecciones regionales del 16 de diciembre de 2012 Henrique Capriles Radonski resulta reelecto como gobernador y toma posesión del cargo en enero. Adriana D'Elia es ratificada como Secretaria General de Gobierno del Estado Bolivariano de Miranda.  
El 10 de marzo tras la muerte de Hugo Chávez, Capriles acepta ser de nuevo candidato de la oposición a la presidencia. D'Elia es designada nuevamente de manera temporal como Gobernadora encargada del Estado Miranda. Capriles pierde las elecciones y D'Elia es reasignada al cargo de Secretaria de Gobierno del Estado Mirando hasta el 3 de septiembre de 2015, cuando se aparta del cargo para ser candidata a diputada a la Asamblea Nacional de Venezuela. En las Elecciones Parlamentarias se convierte en la ganadora por el circuito 4 junto con Rafael Guzmán.   
El 3 de agosto de 2017 la Contraloría General de la República de Venezuela decidió multarla primero y luego la inhabilitó políticamente por un período de 15 años. El Tribunal Superior de Justicia de Venezuela ratificó luego la medida, a la que D'Elia calificó como una decisión política. La Unión Interparlamentaria en su 138° reunión en 2018 reclamó protección para un total de 57 diputados de la Asamblea Nacional de Venezuela, incluyendo a D'Elia en la lista. D'Elia decidió exiliarse en Estados Unidos. En 2019 fue designada como Consejera de la Dirección Ejecutiva por Panamá y Venezuela del Banco Interamericano de Desarrollo en Washington, D.C.